# Lello Russo
Raffaele Russo, detto Lello (Pomigliano d'Arco, 4 agosto 1939), è un politico italiano, sindaco di Pomigliano d'Arco per sette mandati. 

## Biografia
Laureato in medicina, membro del Partito Socialista Italiano, viene eletto per la prima volta sindaco di Pomigliano d'Arco nel 1980, rimanendo in carica fino al 1986 e poi ancora nel 1987 fino al 1992. In quell'anno è candidato ed eletto senatore della Repubblica eletto Nola per l'XI legislatura; rimane in carica fino alla primavera 1994. 
Il 19 settembre 1994 fu colpito dall'ordinanza cautelare del gip Sensale, era accusato di rapporti con associazioni camorristiche.; il 27 novembre 2000 fu assolto.
In seguito aderisce a Forza Italia e poi al PdL; nel 2010 viene rieletto sindaco di Pomigliano, restando in carica per due mandati fino al 2020. In seguito alla sfiducia del suo successore Gianluca Del Mastro, nel 2023 Russo si ricandida a sindaco e viene nuovamente eletto.